# سقروس مخطم
السُّقْرُس المُخَطَّم هو نوع من جنس سقروس في فصيلة الخنفساء الأرضية .
توجد في روسيا البيضاء والبنلوكس وبريطانية وضمنها جزيرة مان وإستونية وفنلندة والبر الرئيس لفرنسة والمجر وجمهورية إرلندة وكَليننغراد ولاتفيا ومُلدوفة وإرلندة الشمالية ورومانية وروسية وإسبانية وأُكرانية والدول الإسكندنافية والبلقان وفي كل مكان في أوروبا الوسطى . 